# Gravatar
A gravatar globally recognized avatar, magyarul központi avatar. Lényege, hogy több weboldalon, fórumban is ugyanazt az avatart lehessen használni.

## Gravatar
A rendszer eltárolja a felhasználó avatarját, és ahol a felhasználó postol, megjeleníti – feltéve, hogy az oldal használja a gravatart. Az e-mail címek biztonságban vannak, mert a gravatar szerverén csak az MD5-s hasító értékük tárolódik, és az alapján azonosítják őket. A gravatarokat 4 osztályba sorolják, mégpedig:
- X osztály: Erősen szexuális vagy erőszakot, faji megkülönböztetést tartalmazó avatarok.
- R osztály: Káromkodást, enyhe szexualitást tartalmazó avatarok.
- PG osztály: Politikai, provokatív tartalmú avatarok.
- G osztály: Olyan avatarok, amelyek bármilyen oldalon megjeleníthetőek.

A rendszert Tom Werner készítette.